# 埃里赫·斯尔贝克
埃里赫·斯尔贝克（捷克語：Erich Srbek，1908年6月4日—1973年2月24日），捷克男子足球运动员，司职中场。他曾代表捷克斯洛伐克国家队参加1934年国际足联世界杯，结果队伍获得亚军。